# Ainhoa Basabe
Ainhoa Basabe Meléndez (Sestao, Vizcaya, 28 de junio de 1969) es una política española de ideología nacionalista vasca.
Fue la alcaldesa de Sestao entre 2021 y 2025, siendo la primera mujer en ocupar el cargo de alcaldesa en la historia del municipio.

## Biografía
Nació en Sestao en 28 de junio de 1969 en una familia nacionalista vasca. Su padre, Felix Basabe, fue concejal del Ayuntamiento de Sestao por el Partido Nacionalista Vasco en el primer ayuntamiento democrático en 1979, con Santiago Llanos del Río (PSE-PSOE) como alcalde.
Estudió en el colegio Asti Leku Ikastola de Portugalete. Su familia fue uno de las socios fundadores del colegio Asti Leku Ikastola. Basabe formó parte de la primera promoción en cursar COU en Asti Leku.
Comerciante de Sestao, en el año 2010 fue elegida Presidenta de la Asociación de Comerciantes de Sestao.

## Trayectoria política
Unida a la política y miembro del Partido Nacionalista Vasco desde joven, salió elegida concejala por el Partido Nacionalista Vasco en las elecciones de 2011, en las elecciones de 2015 y en elecciones las de 2019.
En el año 2011 fue nombrada Concejala Delegada de Cultura, Educación y Comercio, miembro de la Junta de Gobierno Local de Sestao. En las elecciones de 2015, fue nombrada Primera Teniente de Alcalde de Sestao y Concejala Delegada de Seguridad Ciudadana y Civismo y Presidente de distintas corporaciones públicas municipales.
Tras las elecciones las de 2019 fue nombrada Primera Teniente de Alcalde de Sestao y Concejala Delegada de Recursos Humanos, Urbanismo, Vivienda, Industria, Servicios y Medio Ambiente.
El 30 de abril de 2021, se convirtió en alcaldesa de Sestao sucediendo a Josu Bergara y convirtiéndose en la primera mujer en ocupar el cargo en la historia del municipio.
Al ser la primera mujer en ocupar el cargo, la margen izquierda queda con mayoría de mujeres nacionalistas al frente, con Amaia del Campo en Baracaldo (desde 2015) y Aintzane Urkijo en Santurce (desde 2015).
También es vocal del Consejo General del Consorcio de Transportes de Bizkaia, que preside el diputado general de Bizkaia Unai Rementeria.
En las elecciones municipales de 2023 Basabe fue la candidata a la alcaldía de Sestao por el Partido Nacionalista Vasco. El PNV ganó las elecciones en el municipio, si bien con una notable bajada de votos, y Basabe fue elegida alcaldesa.
El 31 de marzo de 2025 dejó la alcaldía y su acta de concejala en el Ayuntamiento de Sestao. Fue sucedida por Gorka Álvarez.

## Vida personal
Está casada. Tiene dos hijos.